# Ctenophthalmus reductus
Ctenophthalmus reductus är en loppart som beskrevs av Jameson et Hsieh 1969. Ctenophthalmus reductus ingår i släktet Ctenophthalmus och familjen mullvadsloppor. Inga underarter finns listade i Catalogue of Life.